# Бетти Картер
Бетти Картер (настоящее имя Лили Мэй Джонс; 16 мая 1929 — 26 сентября 1998) — американская джазовая певица, известная своими необычными творческими интерпретациями, техникой импровизации и вокальными данными. Некоторыми признавалась величайшей джазовой певицей всех времён.
Родилась во Флинте, штат Мичиган, и выросла в Детройте, где её отец руководил церковным хором. В детстве была очень независимым ребёнком и была духовно отчуждена от своей семьи. В 15 лет изучала фортепиано в консерватории Детройта, в 16 начала исполнять джаз в клубах Детройта, с 1946 года, первоначально взяв себе псевдоним Лорен Картер, стала выступать в барах для чернокожих в различных городах американского Среднего Запада. В 1948 году присоединилась к группе Лайонела Хэмптона, но через два с половиной года покинула её окончательно, успев за это время уйти и вернуться несколько раз. До конца 1950-х годов гастролировала сольно, выпустив первый сольный альбом в 1953 году (хотя иногда первым называется альбом 1958 года Out There), в начале 1960-х годов записала несколько песен совместно с Рэем Чарльзом.
В 1963 году вышла замуж и временно оставила сцену; родила двоих детей, но, не желая финансово зависеть от мужа, через несколько лет подала на развод и вернулась на сцену в 1969 году, создав небольшой ансамбль, а в 1971 году записала первый альбом на своём собственном лейбле, Bet-Car Productions. Во второй половине 1970-х годов записала несколько альбомов и активно гастролировала по всем США. Её альбом Look What I Got! в 1988 году выиграл премию Grammy. Картер часто привлекала к своим концертам молодых исполнителей, говоря, что может почерпнуть у них множество новых идей. В 1997 году она была награждена Национальной медалью искусств президентом США Биллом Клинтоном. Продолжала выступать почти до самой смерти.
В 2016 году газета The New York Times сравнила с Бетти молодую афроамериканскую певицу Джазмею Хорн.

## Дискография
- Meet Betty Carter and Ray Bryant (совместно с Рэем Брайантом; 1956)
- Out There with Betty Carter (1958)
- The Modern Sound of Betty Carter (1960)
- Ray Charles and Betty Carter (совместно с Рэем Чарльзом; 1961)
- ’Round Midnight (1963)
- Inside Betty Carter (1964)
- Now It’s My Turn (1976)
- The Betty Carter Album (1976)
- Social Call (1980)
- Look What I Got! (1988)
- It’s Not About the Melody (1992)
- I’m Yours, You’re Mine (1996)